# بورگوآن-ژلیو
شهر بورگوآن-ژلیو (به فرانسوی: Bourgoin-Jallieu) در شهرستان ایزر در ناحیه رون-آلپ با جمعیت ۲۳٬۶۵۹ نفر در کشور فرانسه واقع شده‌است